# Куп Мађарске у фудбалу 1954/55.
Куп Мађарске у фудбалу 1954/55. (мађ. 1954–1955-es magyar labdarúgókupa) је било 23. издање серије, на којој је екипа ФК Вашаш тријумфовала по 1. пут.  Како се наводи у саопштењу ФСМ, квалификације су одржане између новембра 1954. и 13. фебруара 1955. године. Одавде 2 по 2 (укупно 38) по округу, 12 тимова из Будимпеште стигло је до главног жреба. Овде се 14 тимова НБ I укључило у борбе.

## Четвртфинале
| Тим #1           | Резултат | Тим #2             |
| ---------------- | -------- | ------------------ |
| 22. јун 1955.    |          |                    |
| Чепел вашаш      | 2 : 2    | ФК Солнок Легиере  |
| Вереш лобого     | 5 : 0    | ФК Бањас Дорог     |
| 30. јул 1955.    |          |                    |
| ФК Вашаш         | 7 : 1    | Сомбатхељ тереквеш |
| 13. август 1955. |          |                    |
| ФК Хонвед        | 9 : 2    | Шалготарјан Бањас  |

## Полуфинале
| Тим #1            | Резултат | Тим #2               |
| ----------------- | -------- | -------------------- |
| 13. август 1955.  |          |                      |
| Вереш лобого      | 2 : 5    | ФК Вашаш             |
| 17. август 1955.  |          |                      |
| ФК Солнок Легиере | 2 : 3    | ФК Хонвед Будимпешта |

## Финале
| ФК Вашаш                                            | 3 : 2    | ФК Хонвед Будимпешта                |
| --------------------------------------------------- | -------- | ----------------------------------- |
| Ђула Телеки 8’ · Јожеф Радуљ 29’ · Деже Бунджак 74’ | Извештај | Шандор Кочиш 23’ · Ласло Будаји 77’ |